# 安朔溪

安朔溪為一位於台灣東部之縣市管河川，幹流長度12.10公里，流域面積58.40平方公里，分佈於台東縣大武鄉、達仁鄉。主流發源於達仁鄉安朔村佳菩安山東南側，先向東南東後轉東流，經安朔、達仁後，於大武鄉、達仁鄉界注入太平洋。

## 水系主要河川
以下由下游至源頭列出水系主要河川，其中粗體字為主流河道。
- 安朔溪：台東縣大武鄉、達仁鄉
  - 五福谷溪：台東縣達仁鄉
  - 阿塱衛溪：台東縣達仁鄉